# 趙文恪
赵文恪（6世纪?—610年代约619年），并州太原（今山西太原）人，唐初将领。

## 生平
隋朝末年，赵文恪在晋阳留守李渊手下任职鹰扬府司马。大业十三年（617年），唐国公李渊父子在晋阳起兵，授赵文恪右三统军。隋恭帝义宁二年（618年）五月，李渊在长安称帝，建立唐朝。
唐朝武德二年（619年），拜都水监，封新兴郡公，以跟随太原起兵的功劳，与长孙顺德、刘弘基、窦琮、柴绍、唐俭、殷峤等十四人“约免一死”。适逢乱世，马匹消耗甚多。李渊与突厥议和，派遣赵文恪到太原和齐王李元吉一起想办法让突厥同意在边塞买卖马匹来装备唐军。武德二年三月，占据马邑，依附突厥的刘武周接受部将宋金刚“入图晋阳，南向以争天下”的建议，率兵侵犯河东。
宋金刚进犯太原，周围城镇大多被攻陷。太常少卿、真乡公李仲文救援并州，被刘武周部将黄子英击败于雀鼠谷（今山西介休境内），退守浩州（今山西汾阳），兵微将寡。李元吉命赵文恪率领步军千余人声援浩州。不久刘武周大军进逼太原，李元吉仓皇逃奔长安，赵文恪被迫弃城逃遁。后来因为弃守太原，被赐死狱中。